# Open Sud de France 2023
Open Sud de France 2023 — тенісний турнір, що проходив на кортах з твердим покриттям у місті Монпельє, Франція з 6 лютого. Належав до категорії ATP 250.

## Фінальна частина

### Одиночний розряд
Яннік Сіннер —  Максім Крессі 7–6(7–3), 6–3

### Парний розряд
Робін Гаасе /  Матве Мідделкоп —  Максім Крессі /  Альбано Оліветті 7–6(7–4), 4–6, [10–6]